# Tálas Barna
Tálas Barna (Miskolc, 1928. augusztus 4. – Budapest, 2019. szeptember 8.); kínai neve: pinjin átírásban hangsúlyjelekkel: Dài Bónà, népszerű magyar átírásban: Taj Po-na; hagyományos kínai: 戴伯納; egyszerűsített kínai: 戴伯纳) sinológus, professor emeritus. A Magyar–Kínai Baráti Társaság tiszteletbeli elnöke. Írói álneve 1964 és 1981 között Hidasi Gábor. Fia Tálas Péter politológus.

## Élete
1946-ban érettségizett a Miskolci Református Lévay József Gimnáziumban. 1950-ben az ELTE filozófia – politikai gazdaságtan – lélektan szakán végzett, és középiskolai tanári képesítést szerzett. 1951–52-ben a Qinghua Egyetem kínainyelv-kurzusán tanult. 1952–55 között a Kínai Népi Egyetem (Csung-kuo zsen-min ta-hszüe 中国人民大学) aspiránsa. Elvégezte a Kínai Népköztársaság gazdasági építőmunkája posztgraduális képzést. 1988-ban az MSZMP Politikai Főiskola címzetes egyetemi tanára, 1998-ban pedig a Külkereskedelmi Főiskola címzetes főiskolai tanára lett.

## Munkahelyei
- 1955–57: Külügyminisztérium, pekingi magyar nagykövetség
- 1957–58: Külügyminisztérium Budapest – kínai referens
- 1958–65: MTA Közgazdaságtudományi Intézet – tudományos munkatárs, majd tudományos főmunkatárs[3]
- 1965–69: Külügyminisztérium, varsói magyar nagykövetség – gazdaságpolitikai tanácsos
- 1970–73: Külügyminisztérium, Budapest, Gazdaságpolitikai Osztály – főosztályvezető.
- 1973–82: a Magyar Külügyi Intézet igazgatóhelyettese, Kína és a fejlődő országok osztályvezetője
- 1982–90: Országos Tervhivatal Tervgazdasági Intézet – osztályvezető
- 1990–91: Pénzügyminisztérium, Gazdaságpolitikai és Tervezési Kutató Intézet – osztályvezető, tudományos tanácsadó
- 1991–: nyugdíjas
- 1992–96: A Budapest Bank elnöki tanácsadója

## Kutatási területei
- Kína társadalmi-gazdasági fejlődése, modernizációs stratégiája, a marxi formációelmélet
- A kínai civilizáció újabb reneszánsza a XXI. század első évtizedeiben
  - Kutatási téma:
- A létező szocializmus és a marxi formációelmélet
- Kína a 21. század leendő hiperhatalma
- Kína modernizációs stratégiája
- Kína társadalmi-gazdasági fejlődése
- Kína társadalmi-gazdasági fejlődése 2030-ig

## Tudományos fokozatai
- MTA közgazdaságtudományok kandidátusa (1963)
- MTA politikatudományok doktora (1982)
- az MTA doktora (2000), Politikatudomány[4]

## Jelentősebb publikációi
- Tálas Barna–Viniczei Gábor: Nemzetközi gazdasági és politikai kérdések. A kínai forradalom útja, a kínai népköztársaság gazdasági fejlődése; MKKE, Bp., 1960
- A kínai forradalom útja. A Kínai Népköztársaság gazdasági fejlődése, 1960–61. 4. évf. délelőtti, valamint a 2. félévben a levelező 5. évf. hallgatói részére; MKKE, Bp., 1961
- Pásztor Árpád, Polonyi Péter, Várnai Ferenc, Ábri Gábor, Hidasi Gábor (Tálas Barna): Tanulmányok Kínáról (Kossuth Könyvkiadó, 1975)
- A maoizmus külpolitikai elmélete és gyakorlata. A Nemzetközi Politikai Választmány 1976. január 27-i előadói konferenciáján elhangzott előadás szövege; TIT, Bp., 1976
- Hidasi Gábor (Tálas Barna): Gazdaság és politika a Kínai Népköztársaságban (Kossuth Kiadó, 1979)
- Gazdasági reformok és politikai reformkísérletek Kínában, 1979–1989. Monográfia, 1–2.; Tervgazdasági Intézet, Bp., 1989
- Talas, Barna: Economic Reforms and Political Attempts in China 1979–1989 (Springer Verlag, 1991, 2012) ISBN 9783642467516
- Kínai közös piac – vízió vagy perspektíva; BB, Bp., 1992 (Budapest Bank tanulmányok)
- Tálas Barna: A kínai kommunisták újabb „hosszú menetelése” a szocialista piacgazdaság felé (Budapest Bank, 1994)[5]
- Tálas Barna: Kína az ezredfordulón (Külkereskedelmi Főiskola, 1998)
- Tálas Barna–Jordán Gyula: Kína az új évezred küszöbén (Stratégiai Védelmi Kutató Hivatal, 1999)
- Más kultúrák. Az iszlám, India, Kína. Simon Róbert, Puskás Ildikó és Tálas Barna előadásai a Humanista Társadalmi Egyetemen, Budapesten; Humanista Társadalmi Egyetem, Bp., 2004 (Humanista Társadalmi Egyetem füzetei)
- Jordán Gyula – Tálas Barna: Kína a modernizáció útján a XIX–XX. században (Napvilág Kiadó Kft, 2005) ISBN 9639350508
- Tálas Barna: Kína – a 21. század leendő hiperhatalma (2006)
- Tálas Barna: Kína társadalmi-gazdasági fejlődésének távlatai 2030-ig (2007)
- Tálas, Barna: „Kína társadalmi-gazdasági fejlődésének távlatai 2030-ig.” (Akadémiai Kiadó, 2009)
- Tálas Barna: Mi a „kínai modell”? (2010)
- Tálas Barna: A kínai civilizáció újabb reneszánsza a XXI. század első évtizedeiben (2012)
- Jordán Gyula – Tálas Barna: A terv és háttere. Kína 10. ötéves tervéről. (Külügyi Szemle, 2002, 2. szám, 80–103. oldal
- Jordán Gyula – Tálas Barna: A „Kína-fenyegetés” (Külpolitika, 1995)
- Tálas Barna: Sárkánytánc. Kína és Oroszország (HVG. 1998. 48 szám)
- Tálas Barna: Politikai hatalomgyakorlás – társadalmi-gazdasági modernizáció. Retrospektív összehasonlító elemzés és prognózis. 1. (Társadalom és gazdaság Közép- és Kelet-Európában, 1997, 3. szám)
- Tálas Barna: Politikai hatalomgyakorlás - társadalmi-gazdasági modernizáció. Retrospektív összehasonlító elemzés és prognózis. 2. (Társadalom és gazdaság Közép- és Kelet-Európában, 1998, 4. szám)
- Jordán Gyula–Tálas Barna: Kínai dilemmák (Társadalmi szemle, 1996. 7 szám)
- Tálas Barna: A valódi nemzeti érdekeken alapuló, reális külpolitika alapelvei (Gazdaság és társadalom, 1994, 1. szám)
- Tálas Barna: Gazdasági csoda Kínában? (Élet és Tudomány, 1993. 38 szám)
- Tálas Barna: Kínai Közös Piac – vízió vagy perspektíva? (Külgazdaság, 1992. 9 szám)

## Elismerése
- Magyar Rádió Nívódíja (1979, 1986, 1989)
- Nemzetközi Társadalomtudományi Díj (1988)
- Munka Érdemrend arany fokozata (1988)

## Beszélt nyelvek
Angol, kínai, lengyel és orosz.